# Ректоры Азербайджанского государственного аграрного университета
В данной статье представлен список директоров и ректоров Азербайджанского государственного аграрного университета (бывшие Азербайджанский сельскохозяйственный институт и Азербайджанская сельскохозяйственная академия)

## Список

### Азербайджанский сельскохозяйственный институт
| №  | Ректор                  | Фото | Период руководства |
| -- | ----------------------- | ---- | ------------------ |
| 1  | Дадаш Буниатзаде        |      | 1929               |
| 2  | Ислам Датиев            |      | 1929—1932          |
| 3  | Гусейн Мусаев           |      | 1932—1934          |
| 4  | Дадашов, Азим Асаф оглу |      | 1935—1936          |
| 5  | Юсиф Тахиров            |      | 1937—1938          |
| 6  | Мохсун Поладов          |      | 1938—1941          |
| 7  | Солтан Мирзоев          |      | 1942—1944          |
| 8  | Бала Агаев              |      | 1944—1953          |
| —  | Мохсун Поладов          |      | 1953—1954          |
| 9  | Мамед Мехтиев           |      | 1954—1962          |
| 10 | Сафаров, Нияз Али оглу  |      | 1962—1972          |
| 11 | Бахман Халилов          |      | 1973—1983          |
| 12 | Мамедтаги Джафаров      |      | 1983—1989          |
| 13 | Рауль Кадымов           |      | 1990—1991          |

### Азербайджанская сельскохозяйственная академия
| №  | Ректор             | Фото | Период руководства |
| -- | ------------------ | ---- | ------------------ |
|    | Рауль Кадымов      |      | 1991—1995          |
|    | Мамедтаги Джафаров |      | 1995—2007          |
| 14 | Мирдамед Садыгов   |      | 2008—2009          |

### Азербайджанский государственный аграрный университет
| №  | Ректор           | Фото | Период руководства |
| -- | ---------------- | ---- | ------------------ |
|    | Мирдамед Садыгов |      | 2009—2013          |
| 15 | Ибрагим Джафаров |      | 2013—2022          |
| 16 | Зафар Гурбанов   |      | c 31 августа 2023  |